# 多治比長野
多治比 長野（たじひ の ながの）は、奈良時代の公卿。名は永野とも記される。大納言・多治比池守の孫。鋳銭長官・多治比家主の子。官位は従三位・参議。

## 経歴
天平神護元年（765年）従五位下に叙爵。称徳朝では刑部大判事・造東内次官・大和介を経て、神護景雲3年（769年）従五位上に叙せられる。
光仁朝では、宝亀2年（771年）正五位下、宝亀7年（776年）正五位上、宝亀9年（778年）従四位下と順調に昇進する一方、宝亀8年（777年）民部大輔を挟んで、三河守・出雲守・摂津大夫と主に地方官を歴任した。
桓武朝でも、延暦3年（784年）従四位上、延暦4年（785年）正四位上と引き続き順調に昇進を続けながら、伊勢守・近江守といった地方官や、刑部卿を歴任する。延暦6年（787年）従三位に叙せられて公卿に列し、延暦8年（789年）正月に参議に任ぜられたが、同年12月22日薨去。享年84。最終官位は参議兵部卿従三位。

## 官歴
『続日本紀』による。
- 時期不詳：正六位上
- 天平神護元年（765年） 正月7日：従五位下。
- 天平神護3年（767年） 8月11日：刑部大判事。12月9日：造東内次官
- 神護景雲3年（769年） 8月19日：大和介。11月9日：従五位上
- 宝亀2年（771年） 11月25日：正五位下
- 宝亀3年（772年） 4月20日：三河守
- 宝亀7年（776年） 正月7日：正五位上。3月6日：出雲守
- 宝亀8年（777年） 10月13日：民部大輔
- 宝亀9年（778年） 正月16日：従四位下
- 宝亀10年（779年） 9月28日：摂津大夫
- 天応元年（781年） 4月20日：伊勢守
- 延暦2年（783年） 6月21日：刑部卿
- 延暦3年（784年） 正月7日：従四位上。3月14日：伊勢守
- 延暦4年（785年） 正月7日：正四位上（越階）
- 延暦5年（786年） 正月24日：近江守
- 延暦6年（787年） 正月7日：従三位
- 延暦7年（788年） 7月25日：兵部卿
- 延暦8年（789年） 正月6日：参議。12月22日：薨去（参議兵部卿従三位）

## 系譜
- 父：多治比家主[2]
- 母：不詳
- 生母不明の子女
  - 女子：多治比真宗[3]（769-823） - 桓武天皇夫人